# Vila Leopoldina (distretto di San Paolo)
Il distretto di Vila Leopoldina è un distretto (distrito) della zona occidentale della città di San Paolo in Brasile, situato nella subprefettura Lapa.

## Toponimo
Il nome del quartiere viene dall'imperatrice Maria Leopoldina d'Asburgo-Lorena.